# Drobeta-Turnu Severin
Drobeta-Turnu Severin là một thành phố România. Thành phố thuộc hạt Mehedinți. Đây là thành phố lớn thứ 25 quốc gia này. Thành phố Drobeta-Turnu Severin có dân số 104.035 người (theo điều tra dân số năm 2002), diện tích km2. Thành phố có độ cao 65 mét trên mực nước biển.